# Berg (Friedrichshafen)
Berg ist ein Stadtteil von Friedrichshafen am Bodensee, der zur Ortschaft Ailingen gehört.

## Geschichte
- 1200 Berg wurde um 1200 als „Berge“ erstmals urkundlich erwähnt. Begütert waren unter anderem das Domstift Konstanz und das Kloster Löwental. (Burg Berg)
- 1200 Die Familie von Berg in Brandenburg hat einen Zusammenhang mit der Familie Berg am Bodensee. Es ist bewiesen, dass das brandenburgische Adelsgeschlecht auf der Burg Berg ihren Sitz besaßen. Urkundlich begann das Adelsgeschlecht nämlich mit Lüdecke und Hans von dem Berge.[1]
- 1265 taucht ein Ortsadel auf, die vermutlich Ministerialen von Raderach waren.[2]
- Die Vogtei gehörte 1330 Heiligenberg, das sie 1330 an Montfort übergab.
- 1645 wurde der katholische Pfarrer Bergs vom protestantischen Kommandanten der Burg Hohentwiel Konrad Widerholt entführt, weil der Geistliche von der Kanzel herab den Burgkommandanten als Räuber und Mordbrenner benannt hatte.[3]
- 1780 wurde Berg Vorderösterreich zugeschlagen
- 1806 fiel Berg an Bayern.
- 1810 wurde Berg württembergisch und bildete zunächst zusammen mit Ailingen und anderen Weilern die Gemeinde Hagendorn im Oberamt Tettnang.
- 1825 wurde Berg mit anderen Weilern wie z. B. Unterraderach eine selbständige Gemeinde. Seit der Zuordnung zu Württemberg wird in den Akten des Stadtarchives Friedrichshafen nur noch der Name Berg dokumentiert.
- 1838 wird Berg in der Beschreibung des Oberamts Tettnang sehr umfangreich beschrieben und seine vorzügliche Lage hervorgehoben: „Auf der Höhe erhebt sich ein hervorragender Rebhügel, worauf die Pfarrkirche, St. Nikolaus, und das Pfarrhaus stehen. Hier hat man eine der herrlichsten Aussichten am ganzen Bodensee.“[2]
- 1858 erfolgt das Schildrecht für die Hofstelle Johann Brugger in Unterberg (heute Gasthof Frieden)
- Um 1930 führt der Schultheiss Otto Lohr die Gemeinde. Der Sitz des Rathauses befand sich in der heutigen Lohrstraße 18.[4]
- 1937 erfolgte die Wiedervereinigung mit Ailingen.

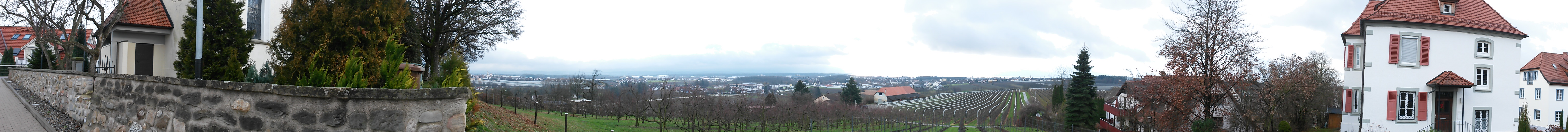
Panorama mit Blick auf: v. l. n. r. Pfarrkirche St. Nikolaus – Friedrichshafen – Pfarrhaus – Schulhaus

## Ortskundliches
Das heutige Berg zieht sich durch die neuzeitliche Siedlungsbebauung von der Rotach bis nach Heiseloch. Ittenhausen, Berg und Unterberg bilden nun fast eine Einheit.
Urkundlich belegt bestand der heutige Ort Berg aus verschiedenen Abteilungen, die auch im Roman von Regina Lampert Die Schwabengängerin beschrieben werden. Die Autorin beschreibt das Berg um die Wende vom 19. ins 20. Jahrhundert und ihr eigenes Schicksal als eines der Schwabenkinder dieser Zeit.

### Oberberg
Das Berg von einst rund um die Gehöfte bei der Pfarrkirche St. Nikolaus, Brauerei und Pfarrhaus war durch Flure und Äcker von Unterberg, rund um den heutigen Gasthof Frieden, getrennt. Die Kirchengemeinde war der Gemeinde Schnetzenhausen angegliedert. Um 1800 besaß Berg bereits mit dem Gasthaus zum Steiger eine Schildwirtschaft, eine Bierbrauerei, eine Essigfabrik, eine Brandweinbrennerei, eine Bäckerei und eine Küferei unter dem geschäftstüchtigen Wirt Simon Nesensohn, der zur Versorgung seiner Gewerbe auch ein Pumpwerk zur Versorgung eines Brunnens im Tal anlegen ließ.

### Unterberg
Der Weiler Unterberg, rund um die Gaststätte Frieden (Schildwirtschaft ab 1858), befindet sich heute im Kreuzungsbereich Lohrstraße und Friedenstraße.
Im frühen 19. Jahrhundert baute der Bauer und Gastwirt Johann Brugger mit vier Gebäuden den Weiler zu einer Reiseraststätte auf der Hauptverbindungsroute zwischen dem Sitz des Oberamts Tettnang und der Stadt Markdorf mit ihrem Bischofssitz aus. Die Reiseroute führte über die Furt bei Kehlen, Kloster Hischlatt, die Furt bei Ittenhausen, Oberberg, wahlweise Köstenbach nach Unterraderach oder auch Unterberg nach Holzhof, weiter nach Oberraderach, Riedheim nach Markdorf. Um das begehrte Schildrecht zu erlangen, benötigte der Wirt nebst ausreichend großem Pferdestall auch die Ansiedlung eines raststättenbezogenen Gewerbes, welches die Sattlerei Gälle erfüllte.

### Kestenbach (heute Köstenbach)
Bereits 1265 wird als Zeitzeuge der Ritter Wernher von Raderai (heutig Raderach) angeführt, wie er das Kastell von Kestenbach beschreibt und die Bürger von Berg zu Waffen auf die Straße ruft. Im Unteren Grund befanden sich mehrere Hofstellen, die 1824 mit Kestenbach beschrieben wurden und heute nahezu unverändert als Köstenbach.
Irrtümlicherweise wurde die Namensgebung auf ein nie beurkundetes Kastel zurückgeführt. Wahrscheinlicher scheint jedoch die Herkunft über die den altsprachlichen Begriff Chestenbach, welches wiederum auf die Baumsorte Kastanie zurückzuführen wäre.

### Grüzel (heute Grötzel)
Der Ortsteil Grüzel/Grötzel lieferte nach der Verbreiterung der neuzeitlichen Ortsdurchgangsstraße die Namensgebung Grötzelstraße. Grüzel stellt den Ortsteil zwischen den angrenzenden Ortsteilen Oberberg und Kestenbach/Köstenbach dar. Der Begriff rührt vermutlich aus dem damaligen Überbegriff für Getreide her. Während an den östlichen und nördlichen Hanglagen Bergs vorwiegend Rebäcker bewirtschaftet wurden, zeichneten sich die Äcker im Bereich Grüzels vorwiegend als Fruchtäcker aus.

### Außenhöfe der ehemaligen Gemeinde Berg

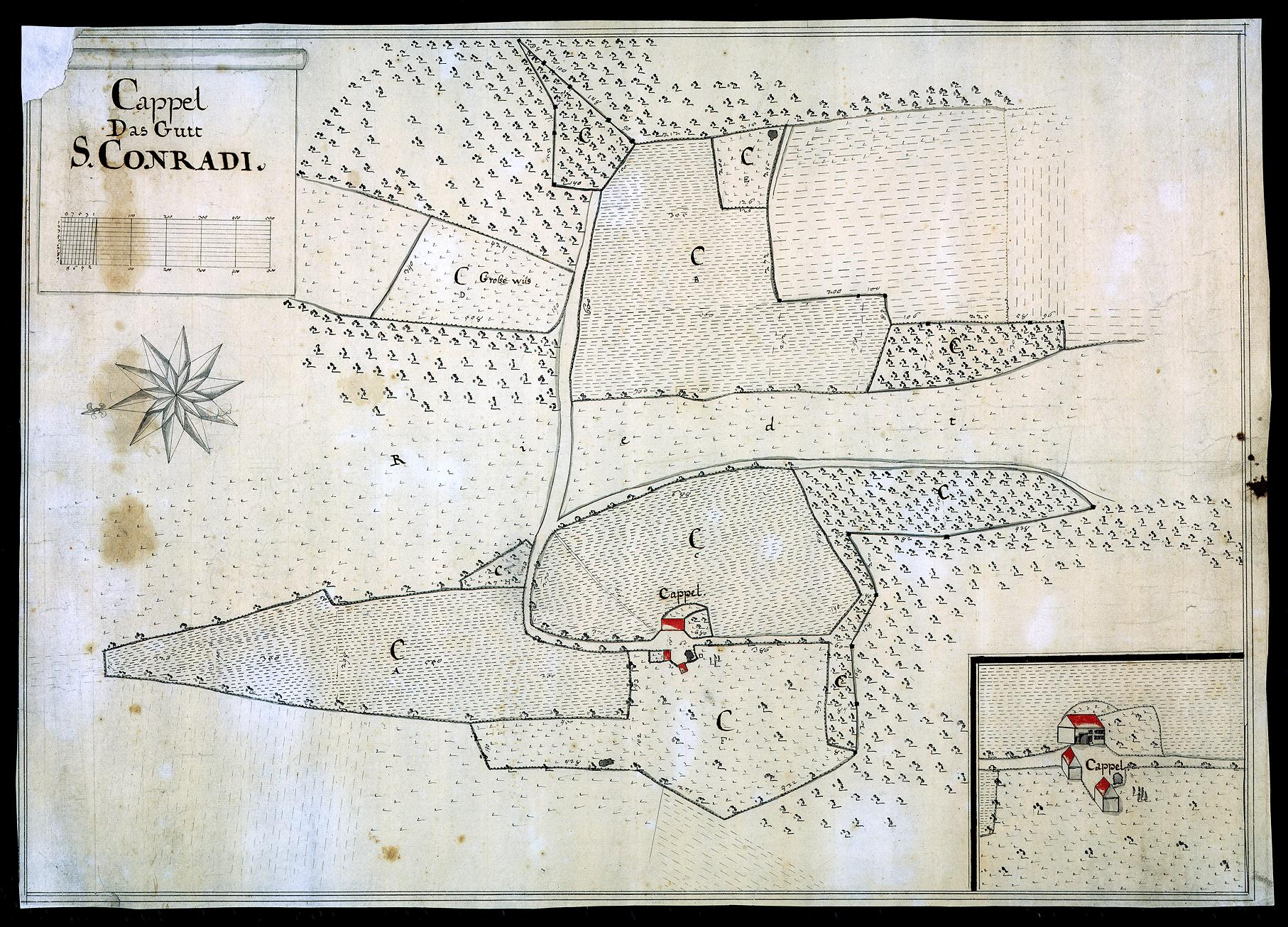
Das Gutt Conradi/Cappel 1749. Historische Karte aus Archiv des Benediktinerklosters Weingarten

Kappelhof, Holzhof, Jägerhaus.

### Ittenhausen
Ittenhausen, das heute mit der Siedlungsbebauung an der Bergerhalde zusammenwächst und an der Berger Steige liegt, war östlich der Rotach angesiedelt. Kirchengemeindlich war Ittenhausen Ailingen und ursprünglich dem Kloster Hirschlatt angegliedert. Historisch war es nicht Berg zugeordnet, kam es ab 1825 an die selbstständige Gemeinde Berg.

## Sehenswürdigkeiten
- Pfarrkirche St. Nikolaus:
Die Pfarrkirche liegt landschaftsbildprägend auf einer Anhöhe. 1252 erstmals erwähnt, wurde sie 1464 neu errichtet, im Dreißigjährigen Krieg 1646 durch Brand zerstört, bis 1662 wiederaufgebaut und 1793 und 1837 umgebaut. 1894–1897 wurde die barocke Ausstattung aus dem frühen 18. Jahrhundert durch eine komplette historistische Ausstattung im Stil der Neurenaissance (u. a. von Moriz Schlachter) ersetzt. Im Zweiten Weltkrieg wurde die Kirche beschädigt und bis 1946 repariert. In den Jahren 1970 und 1971 wurde das Innere in zeitgenössischem Stil neugestaltet, wobei die historistische Ausstattung vollständig entfernt wurde.
- Pfarrhaus: Baujahr 1785
- Bierkeller: Südlich der Pfarrkirche steht das unter Denkmalschutz stehende Lagergebäude der ehemaligen Bierbrauerei
- Martinsheim: Das architektonisch außergewöhnliche Gebäude nördlich der Pfarrkirche beherbergte, bevor es zum Altenheim umgebaut wurde, einst eine Essigfabrik und das Hauptgebäude der Brauerei Berg.
- Schulgebäude: Westlich der Kirche steht das Grundschulgebäude Bergs (Baujahr 1828). Es wurde ebenfalls unter Denkmalschutz gestellt.

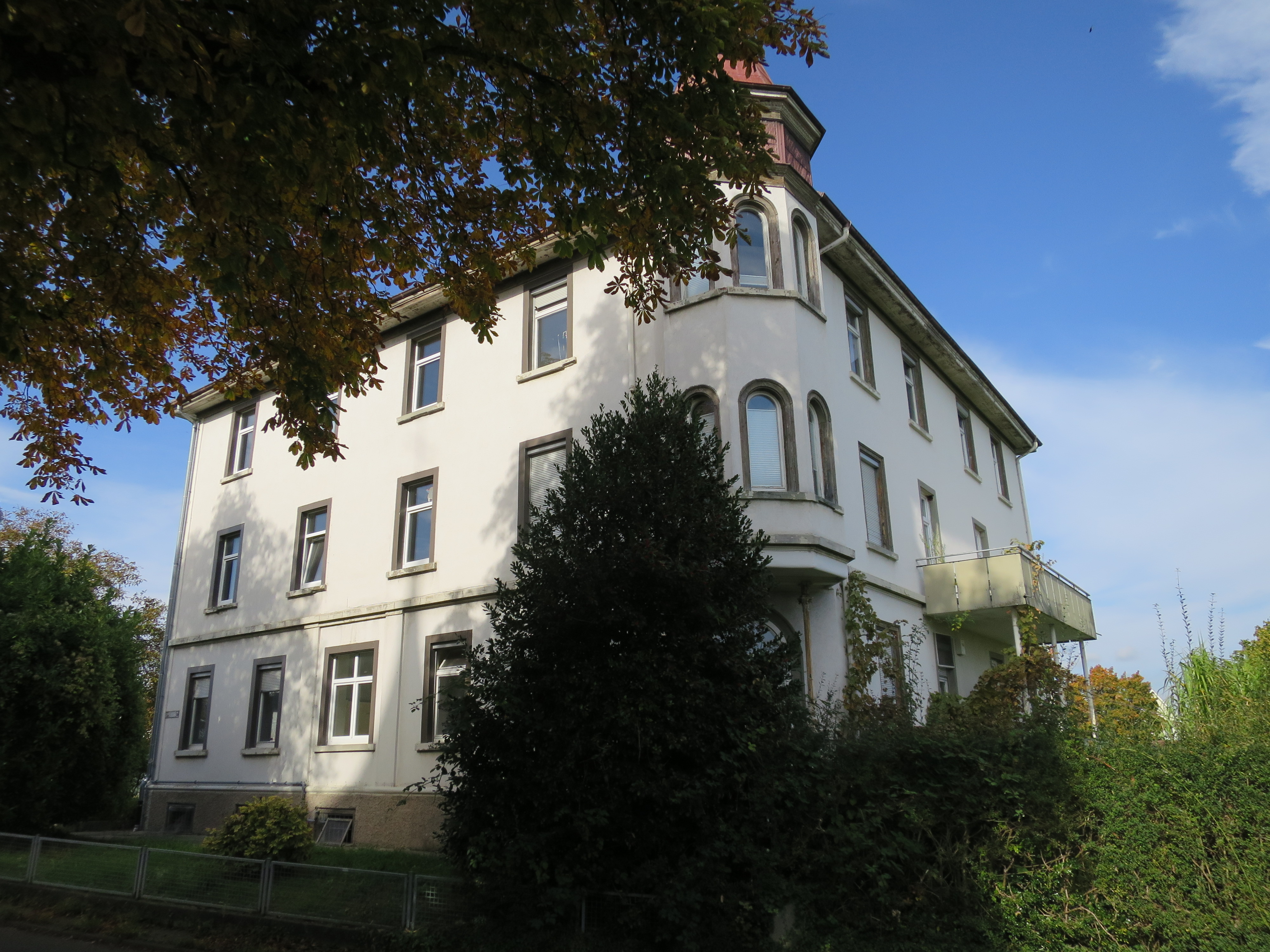
Brauerei Berg
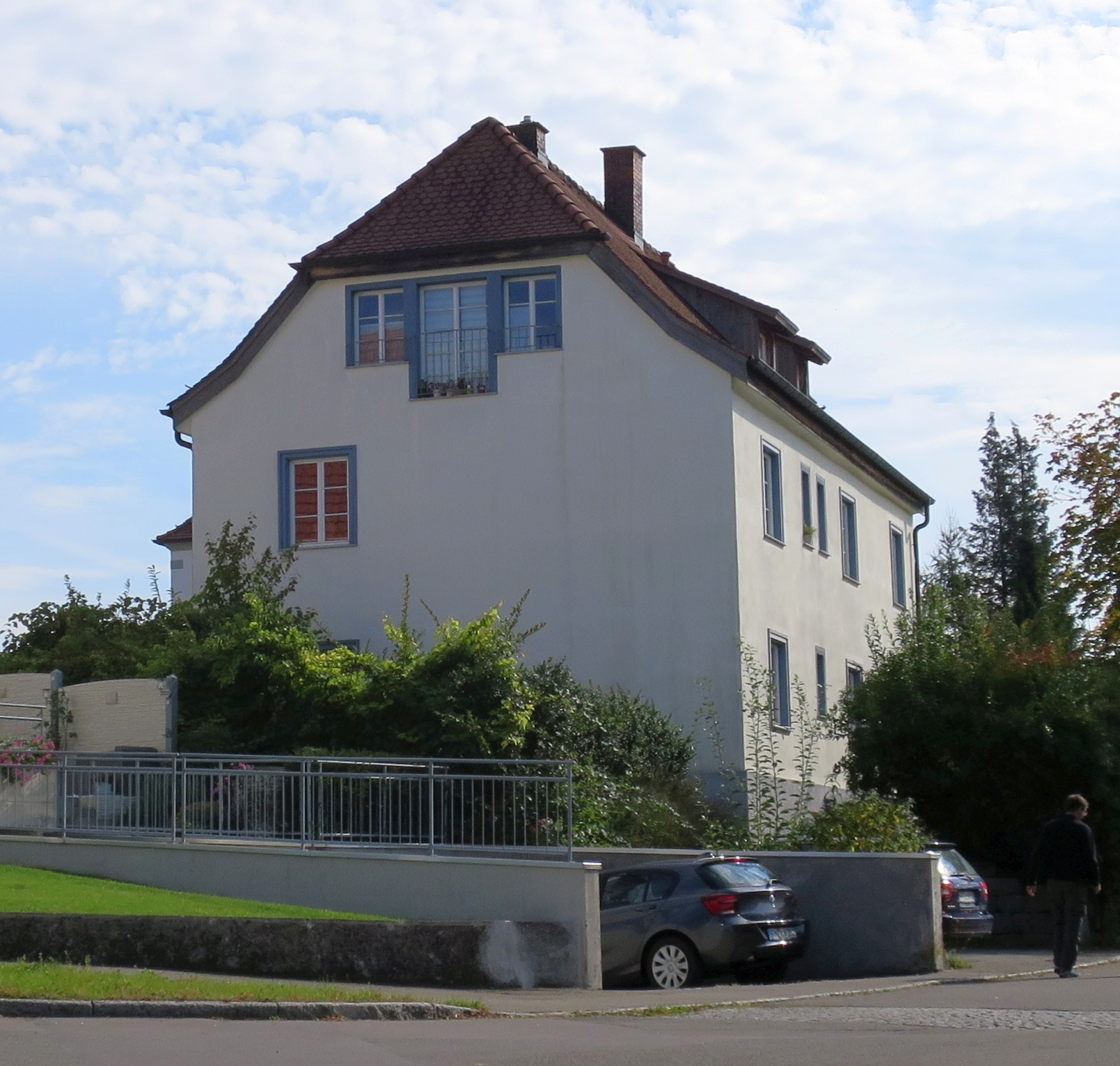
Altes Schul- und Lehrerhaus

## Infrastruktur
Die Teuringertal-Bahn bildete von 1922 bis 1954 die Haupt-Verkehrsanbindung mit einem eigenen Bahnhof zwischen Oberteuringen und Friedrichshafen. Nach Stilllegung waren Teile des Bahnhofes noch bis 1977 vorhanden. Noch heute kann auf den Resten des Bahndamms von Berg bis Oberteuringen gewandert werden. Rund um das Bahnhofsgelände wurde in den 1980ern die Siedlung Talbahnstraße und Obstgarten erschlossen.
Heute zwischen der K7735 und der K7739 gelegen, wird, seit der Verbreiterung und Verlagerung der Durchgangsstraßen im Jahr 1982, Berg als Abkürzung der Berufspendler zwischen der Markdorfer Gegend und dem Schussental genutzt.
Berg bekommt 2004 an der Kreuzung K7739 mit der Grötzelstraße einen Kreisel, der im Bodenseekreis wegen seiner Brennerei im Mittelpunkt als Schnapskreisel bekannt wurde.
Oberberg, Unterberg und Köstenbach werden 2013 durch einen Bebauungsplan und der Schaffung eines neuen Baugebiets baulich zusammengeführt. Die Erschließungsarbeiten begannen im Juni 2015.

## Persönlichkeiten aus Berg
- Simon Zoller (* 1991), Fußballspieler 1. FC Köln
- Otto Lohr, Schultheiss von Berg
- Armin Kreiner Fundamentaltheologe, 1954 in Berg geboren.
- Regina Lampert, Schwabenkind und Autorin, lebte von 1864 bis 1874 in Berg